# Rudimental
Rudimental este un cvartet englez de muzică electronică care produce în principal drum and bass. Ei au semnat un contract cu Asylum Records și casa de discuri independentă Black Butter. Trupa constă din compozitorii și producătorii Piers Agget, Kesi Dryden, Amir Amor (Amir Izadkhah) și DJ Locksmith (Leon Rolle). Grupul a a devenit cunoscut în 2012, când single-ul lor "Feel the Love", cu participarea cântărețului John Newman, a dominat topul UK Singles Chart.

## Discografie

### Albume de studio
| Titlu             | Detalii album                                                                     | Poziții în topuri | Poziții în topuri | Poziții în topuri | Poziții în topuri | Poziții în topuri | Poziții în topuri | Poziții în topuri | Poziții în topuri | Poziții în topuri | Certificări                |
| Titlu             | Detalii album                                                                     | UK                | AUS               | AUT               | BEL (FL)          | IRE               | NL                | NZ                | SCO               | SWI               | Certificări                |
| ----------------- | --------------------------------------------------------------------------------- | ----------------- | ----------------- | ----------------- | ----------------- | ----------------- | ----------------- | ----------------- | ----------------- | ----------------- | -------------------------- |
| Home              | - Lansat: 29 April 2013 - Label: Warner Music - Format: CD, Digital download      | 1                 | 2                 | 56                | 23                | 5                 | 41                | 2                 | 1                 | 34                | - AUS: Gold - UK: Platinum |
| We the Generation | - Lansat: 2 October 2015 - Label: Warner Music - Format: CD, LP, Digital download | 1                 | 4                 | —                 | 14                | 8                 | 41                | 5                 | 1                 | 32                |                            |

### Single-uri
| "Deep in the Valley" (featuring MC Shantie)                                       | 2011 | —  | —  | —  | —  | —  | —  | —  | —  | —  | —  | —  |                                                  | Non-album singles |
| "Speeding" (featuring Adiyam)                                                     | 2011 | —  | —  | —  | —  | —  | —  | —  | —  | —  | —  | —  |                                                  | Non-album singles |
| "Spoons" (featuring MNEK & Syron)                                                 | 2012 | —  | —  | —  | —  | —  | —  | —  | —  | —  | —  | —  |                                                  | Home              |
| "Feel the Love" (featuring John Newman)                                           | 2012 | 1  | 1  | 3  | 14 | 2  | 26 | 59 | 26 | 2  | 4  | 1  | - UK: Platinum - AUS: 3× Platinum - NZ: Platinum | Home              |
| "Not Giving In" (featuring John Newman and Alex Clare)                            | 2012 | 14 | 1  | 12 | —  | 54 | —  | —  | 54 | 71 | 11 | 16 | - UK: Silver - AUS: 2× Platinum - NZ: Gold       | Home              |
| "Waiting All Night" (featuring Ella Eyre)                                         | 2013 | 1  | 1  | 6  | 37 | 13 | —  | —  | 4  | 29 | 9  | 2  | - UK: Platinum - AUS: Gold                       | Home              |
| "Right Here" (featuring Foxes)                                                    | 2013 | 14 | 4  | 29 | —  | 59 | —  | —  | —  | —  | —  | 19 |                                                  | Home              |
| "Free" (featuring Emeli Sandé)                                                    | 2013 | 26 | 6  | 5  | 41 | 36 | —  | 38 | 9  | —  | —  | 32 |                                                  | Home              |
| "Powerless" (featuring Becky Hill)                                                | 2014 | —  | 27 | —  | —  | —  | —  | —  | —  | —  | —  | —  |                                                  | Home              |
| "—" denotes a recording that did not chart or was not released in that territory. |      |    |    |    |    |    |    |    |    |    |    |    |                                                  |                   |

### Remixe-uri
| Cântec             | An   | Artist     | Label                    | Album            |
| ------------------ | ---- | ---------- | ------------------------ | ---------------- |
| "Drunk"            | 2012 | Ed Sheeran | Warner Music             | +                |
| "Express Yourself" | 2012 | Labrinth   | Syco                     | Electronic Earth |
| "Hush Little Baby" | 2012 | Wretch 32  | Ministry of Sound/Levels | Black and White  |